# Peter Weingärtner

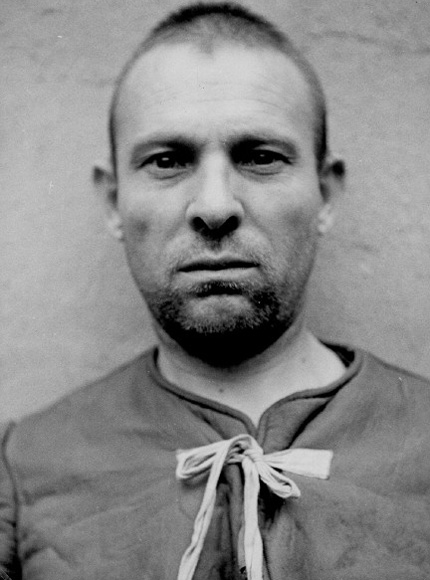
Peter Weingärtner in alliiertem Gewahrsam.

Peter Weingärtner (* 4. Juni 1913 in Putinci, Jugoslawien; † 13. Dezember 1945 in Hameln) war SS-Hauptscharführer und Blockführer im Konzentrationslager Auschwitz.

## Leben
Weingärtner, von Beruf Tischler, leistete in der jugoslawischen Armee 1935 seinen neunmonatigen Militärdienst ab. Anschließend arbeitete er wieder als Tischler. Ab 12. März 1941 und damit während des deutschen Angriffs auf Jugoslawien gehörte Weingärtner erneut der jugoslawischen Armee an. Ende April 1941 geriet er in Kriegsgefangenschaft, aus der er bald entlassen wurde.  Am 19. Oktober 1942 wurde Weingärtner bei der Waffen-SS dienstverpflichtet und absolvierte im KZ Auschwitz einen dreimonatigen Lehrgang zum Wachmann in Konzentrationslagern. Bis zum 22. November 1943 war Weingärtner Angehöriger der Wachkompanien im KZ-Auschwitz. Danach war Weingärtner Blockführer im Frauenlager in Auschwitz-Birkenau und verrichtete Telefondienst. Im Dezember 1944 war er mit Wachaufgaben über 1000 weiblichen Häftlinge im Außenkommando „Weber“ beschäftigt, dessen Aufgabe es war, Gräben zur Flussregulation auszuheben.  Im Zuge der Evakuierung verließ Weingärtner das KZ Auschwitz am 19. Januar 1945 und gelangte mit einem Evakuierungstransport Anfang Februar 1945 in das KZ Bergen-Belsen. Dort fungierte er als Blockführer im Frauenlager. 
Am 15. April 1945 wurde das KZ Bergen-Belsen durch britische Truppen befreit, die dort über 10.000 Tote und etwa 60.000 Überlebende vorfanden. Das SS-Lagerpersonal wurde dazu verpflichtet, alle Leichen abzutransportieren und in Massengräbern zu bestatten.
Weingärtner wurde verhaftet und durch britische Militärangehörige verhört. Im Bergen-Belsen-Prozess (17. September bis 17. November 1945) wurde er wegen seiner in Bergen-Belsen und in Auschwitz begangenen Verbrechen angeklagt. Weingärtner gab in seinen Aussagen an, weder Häftlinge misshandelt, noch in Auschwitz etwas von Selektionen erfahren zu haben.
Weingärtner, der auf „nicht schuldig plädierte“, wurde am 17. November 1945 schuldig gesprochen und zum Tode durch den Strang verurteilt. Der britische Henker Albert Pierrepoint vollstreckte das Urteil am 13. Dezember 1945 im Zuchthaus Hameln.